# Şehzade Mahmud Celaleddin
Şehzade Mahmud Celaleddin Efendi (turco ottomano: شهزادہ محمود جلال لدین; Istanbul, 14 novembre 1862 – Istanbul, 1º settembre 1888) è stato un principe ottomano, figlio del sultano Abdülaziz e della consorte Edadil Kadin.

## Origini
Şehzade Mahmud Celaleddin nacque il 14 novembre 1862 a Istanbul, nel Palazzo Dolmabahçe. Suo padre era il sultano ottomano Abdülaziz e sua madre la consorte Edadil Kadin. Aveva un sorella minore, Emine Sultan, morta prima di compiere un anno. 
Celaleddin era il nipote prediletto di Adile Sultan, sorellastra di suo padre e poetessa. Era stata Adile a presentare sua madre ad Abdülaziz e celebrò Celaleddin con numerosi componimenti poetici.
Celaleddin venne circonciso nel 1870 a Palazzo Dolmabahçe. Insieme a lui vennero circoncisi diversi parenti, fra cui i suoi cugini Şehzade Selim Süleyman e Şehzade Mehmed Vahdeddinin (Mehmed VI), figli del sultano Abdülmecid I; Şehzade Mehmed Selaheddin, figlio di suo cugino Şehzade Murad (Murad V), figlio di Abdülmecid I; il suo fratellastro Şehzade Yusuf Izzeddin e Sultanzade Alaeddin Bey, figlio di sua cugina Münire Sultan, figlia di Abdülmecid I. 

## Carriera
Celaleddin ebbe una carriera in natura tanti rapida quanto onoraria, data la giovanissima età a cui venne arruolato e promosso:
- 1863: arruolamento in Marina, col grado di sergente della Prima Divisione Mamudhiye, con tre galeoni al suo comando;
- 1870: promozione a tenente comandante;
- Agosto 1872: cerimonia di consegna della spada d'argento e assegnazione di una stanza al ministero della Marina;
- Settembre 1872: visita a Izmit in qualità di tenente comandante;
- Marzo 1873: promozione a capitano
- 9 luglio 1873: promozione a contrammiraglio;
- 23 dicembre 1874: promozione a vice ammiraglio.

## Ultimi anni e morte
Suo padre Abdülaziz fu deposto nel 1876 e imprigionato a Palazzo Feriye con le consorti e i figli, dove morì pochi giorni dopo, il 4 giugno. Sul trono salirono i suoi cugini, Murad V prima e Abdülhamid II poi, il quale si premurò di liberare la famiglia di Abdülaziz e accolse persino uno dei suoi figli, Şehzade Mehmed Şevket, che era rimasto orfano di entrambi i genitori, fra i suoi.
Celaleddin continuò a risiedere nei suoi appartamenti a Palazzo Feriye e nella sua villa privata, la Bahçe Mansion. Continuò a servire in Marina e come principe e coltivò i suoi interessi, fra cui il pianoforte e il flauto. 
Morì il 1 settembre 1888 a Palazzo Feriye. Venne sepolto nella Yeni Cami.

## Famiglia
Celaleddin aveva una sola consorte, Neylan Ahu Hanım, una principessa abcasa della famiglia Marşania. Non ebbero figli. 

## Onorificenze
- Ordine della Casa di Osman, ingioiellato; 1872[14]
- Ordine dei Medjidie, ingioiellato[14]